# Supersport United Football Club
Maillots
Actualités
Le Supersport United Football Club était un club de football sud-africain basé à Pretoria. Il est racheté à la fin de la saison 2024-2025 par Calvin Lee John qui décide de le dissoudre afin de le remplacer par une nouvelle entité: le Siwelele FC.

## Historique
- 1985 : fondation du club sous le nom de Pretoria City FC
- 1995 : le club est renommé Supersport United FC après son rachat par la chaîne de télévision à péage M-Net qui a lancé les chaînes Supersport (7 en tout) en 1989.

## Palmarès
| Compétitions nationales | Compétitions internationales |
| - Championnat d'Afrique du Sud (3) - Champion : 2008, 2009 et 2010 - Vice-champion : 2002 et 2003 - Coupe d'Afrique du Sud (5) - Vainqueur : 1999, 2005, 2012, 2016 et 2017 - Finaliste : 2013 - Coupe de la Ligue (1) - Vainqueur : 2014 - Finaliste : 2004, 2005 et 2016 - MTN 8 (en) (3) - Vainqueur : 2004, 2017 et 2019 | - Vierge                     |

## Identité visuelle

Ancien logo.
Logo actuel.